# Jean Delahaye
Pour les articles homonymes, voir Delahaye (homonymie).
Jean Delahaye, né le 4 novembre 1929 à Émanville (Seine-Maritime) et mort le 22 juin 2017 à Deauville (Calvados), est un coureur cycliste français.

## Biographie
Professionnel de 1951 à 1955, Jean Delahaye a participé à deux reprises au Tour de France. Sur l'édition 1952, il obtient son meilleur résultat sur la dernière étape, disputée entre Vichy et Paris, en prenant la septième place. Au cours de sa carrière, il remporte notamment une étape du Tour de l'Ouest en 1953. En 1954, il termine troisième de la première étape de Paris-Nice.
Il meurt le 22 juin 2017 à benerville sur mer
 dans le Calvados, dans sa 88e année. Ses obsèques ont lieu huit jours plus tard à l'église Saint-Christophe de Benerville-sur-Mer.
Son frère cadet Roland a également été coureur cycliste chez les amateurs, au Vélo Club de Lisieux.

## Palmarès
- 1949
  - 2e de Paris-Barentin
- 1952
  - Grand Prix du Courrier picard
  - Grand Prix des chaussures Léon Daniel
- 1953
  - 3e étape du Tour de l'Ouest
  - 2e du Tour du Calvados
- 1954
  - 1re étape du Tour de l'Orne[5]

## Résultats sur le Tour de France

### Tour de France
2 participations
- 1951 : abandon (18e étape)
- 1952 : 73e